# Bad Urach
Bad Urach – miasto uzdrowiskowe w Niemczech, w kraju związkowym Badenia-Wirtembergia, w rejencji Tybinga, w regionie Neckar-Alb, w powiecie Reutlingen, siedziba wspólnoty administracyjnej Bad Urach. Leży w Jurze Szwabskiej, nad rzeką Erms. Liczy 12 317 mieszkańców (31 grudnia 2010), powierzchnia miasta wynosi 55,55 km².

## Historia
Miasto powstało ok. XI wieku. Od 1265 r. należało do hrabiego Henryka Fürstenberga, a następnie do Ulryka II. W latach 1442–1482 było rezydencją hrabiów Wirtembergii-Urach.
W 1991 roku w mieście odbywały się dni Badenii-Wirtembergii.

## Zabytki
- XVI-wieczny rynek
- ratusz
- zamek Urach
- kolegiata św. Amanda (St. Amandus)

W górach niedaleko wodospadu znajdują się ruiny zamku Hohenurach. W mieście znajduje się wiele budynków wybudowanych z muru pruskiego, dlatego też miasto znajduje się na szlaku Niemieckiej Drogi Muru Pruskiego (Deutsche Fachwerkstraße).

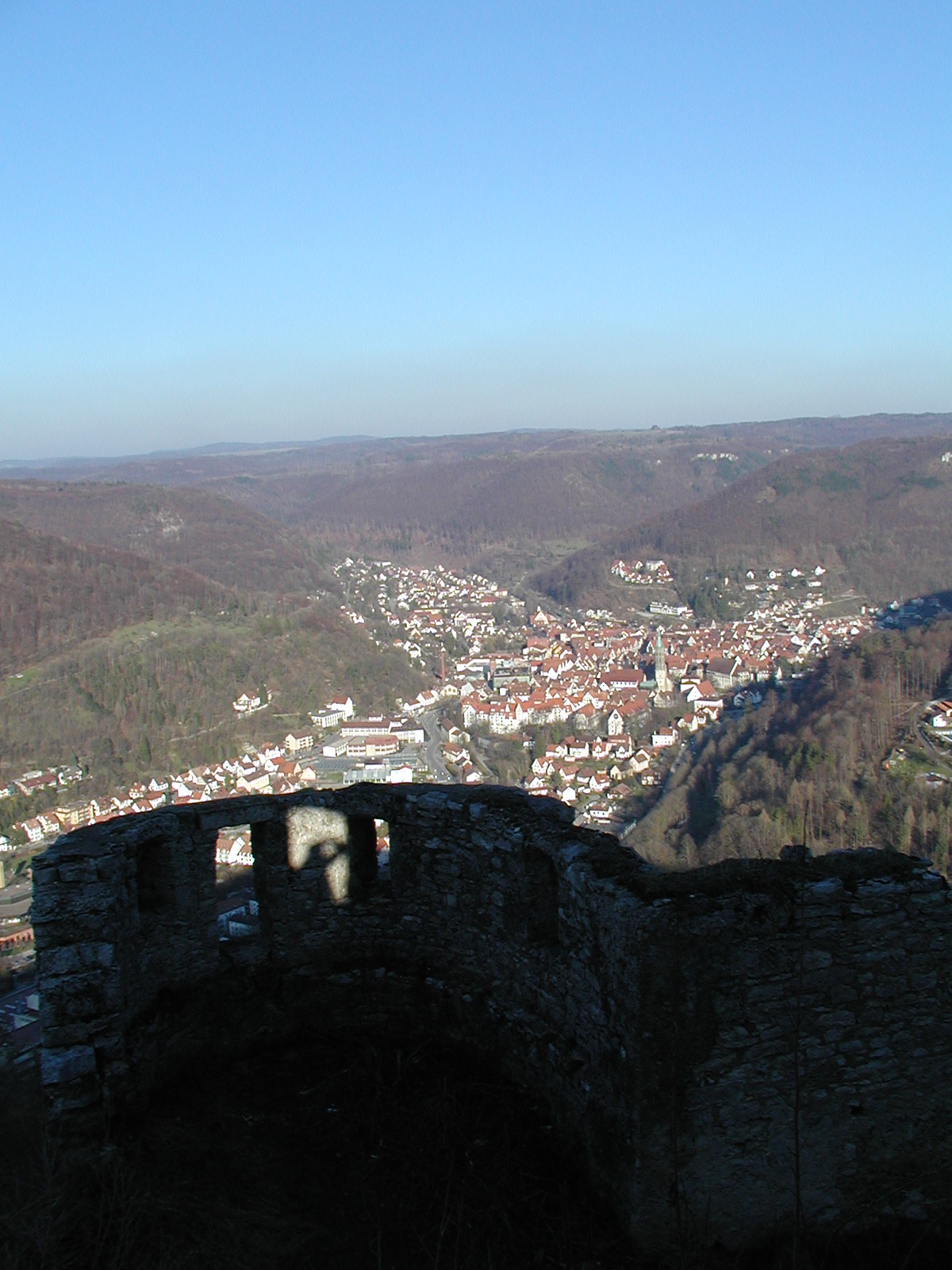
Widok z ruin zamku na miasto
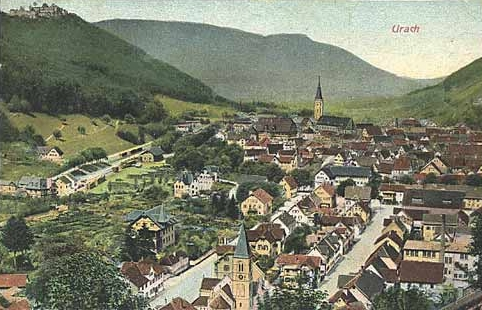
Urach, 1912
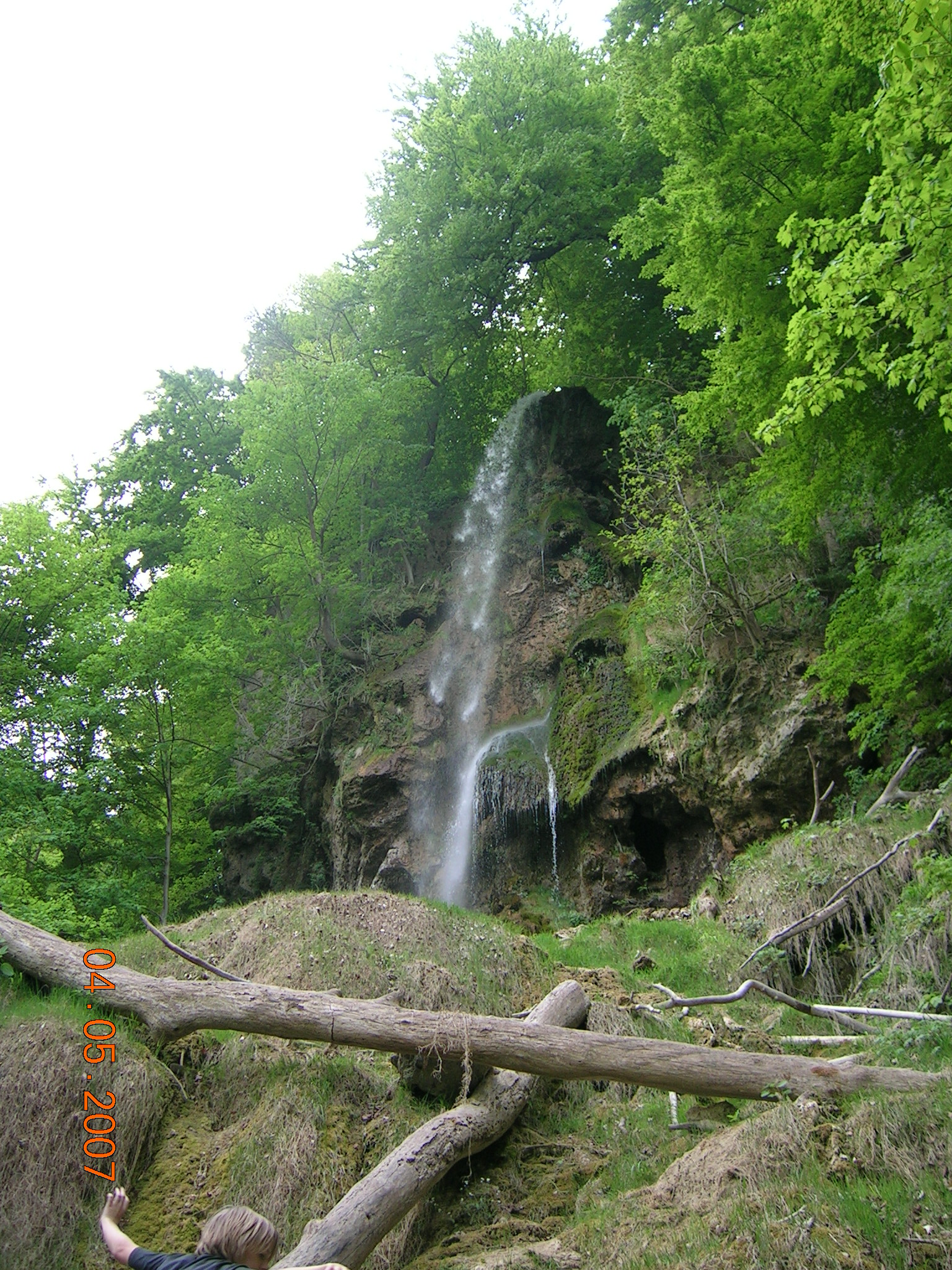
Wodospad w Bad Urach